# Чуйское (Аламудунский район)
Чуйское (кирг. Чүй) — село в Аламудунском районе Чуйской области Кыргызстана. Входит в состав Октябрьского аильного округа. Код СОАТЕ — 41708 203 852 03 0.

## Население
| год     | 2009 | 2014 | 2015 |
| ------- | ---- | ---- | ---- |
| человек | 651  | 832  | 723  |